# Église Saint-Pierre-ès-Liens de Nègrepelisse
Pour les articles homonymes, voir Église Saint-Pierre-ès-Liens.
L'église Saint-Pierre-ès-Liens de Nègrepelisse est une église catholique située à Nègrepelisse, dans le département de Tarn-et-Garonne, en France.

## Historique
L'église est construite par l'abbaye de Moissac en 1097 après que le village lui soit cédé par les comtes de Bruniquel. L'abbaye donne l'église à l'évêque de Cahors en 1270. Elle est reconstruite en 1460.
Expurgée et utilisée par les calvinistes durant le XVIe siècle, la deuxième construction fut dévastée en 1622, lors de la prise du village par le roi Louis XIII, à l'exception du clocher et du portail flamboyant.
L'église est reconstruite en 1645 suivant un plan à nef unique à chevet plat avec chapelles latérales. Les bâtisseurs de l’époque gardèrent le clocher, qui est l’un des plus beaux de la région, et qu’on a pu sans exagération qualifier de « joyau archéologique du XVe siècle ». Le clocher de l’église a traversé les guerres de religion. Il date de 1460. Le clocher, d’une hauteur de 49 mètres au-dessus du sol, s’élève à 145 mètres du niveau de la mer. Le sommet de la pyramide a été frappé par la foudre en 1811 (d’après le livre paroissial de la commune) et n’a pas retrouvé sa beauté d’antan. Son style toulousain rappelle celui de Caussade et de Montricoux.
L'église Saint-Pierre-ès-Liens  reconstruite au XIXe siècle par l'architecte Jules Bourdais, ingénieur de l'école Centrale, à l’emplacement même des deux édifices précédents. La reconstruction de la nef a été terminée en août 1869. L'architecte a fait le choix innovant des colonnes en fonte de fer pour donner de la visibilité à l'intérieur de la nef.
Elle comporte une scène de crucifixion peinte par Charles-Henri Emile Blanchard inspiré d'un tableau similaire de Rubens. 
Elle se situe à une place de carrefour entre l’ancienne porte Saint-Blaise (en direction de Caussade) et le centre de la bastide.  
L'édifice est classé au titre des monuments historiques le 11 décembre 2009.

## Description
Le style toulousain du clocher rappelle celui de Caussade et de Montricoux. La patine lui donne une couleur extraordinaire. De plan octogonal, il appartient au genre dit « Toulousain », dont celui de la basilique Saint-Sernin de Toulouse est le prototype, et dont le Tarn-et-Garonne possède plusieurs beaux spécimens. Il repose sur un porche ouvert.